# Bartolomeo Gradenigo (arcivescovo)
Bartolomeo Gradenigo (Venezia, ... – Motta di Livenza, 9 novembre 1765) è stato un arcivescovo cattolico italiano.

## Biografia
Proveniente da una nobile famiglia veneziana, nel 1734 fu nominato coadiutore del cardinale Daniele Dolfin e lo stesso anno ottenne la commenda dell'abbazia di San Michele di Pola; nel 1758 ottenne anche la commenda dell'abbazia territoriale della Vangadizza. Alla morte del cardinale Dolfin fu nominato arcivescovo di Udine.  Sono rimasti pochi documenti della sua attività, in particolare risalgono al primo anno del suo insediamento due omelie pronunciate in occasione della festa dei santi Ermacora e Fortunato e in un discorso fatto il 30 novembre 1762 durante la visita alla chiesa metropolitana udinese. Più tarde, ma di datazione incerta, un'omelia scritta in occasione della visita alla collegiata di Cividale e un'ampia raccolta di disposizioni relative all'ordinazione dei sacerdoti.
Resse l'arcidiocesi per circa tre anni e morì nel castello di Motta il 9 novembre 1765.

## Genealogia episcopale
La genealogia episcopale è:
- Cardinale Scipione Rebiba
- Cardinale Giulio Antonio Santori
- Cardinale Girolamo Bernerio, O.P.
- Arcivescovo Galeazzo Sanvitale
- Cardinale Ludovico Ludovisi
- Cardinale Luigi Caetani
- Cardinale Ulderico Carpegna
- Cardinale Paluzzo Paluzzi Altieri degli Albertoni
- Papa Benedetto XIII
- Cardinale Pietro Ottoboni
- Arcivescovo Bartolomeo Gradenigo